# Vladimir Maksimov

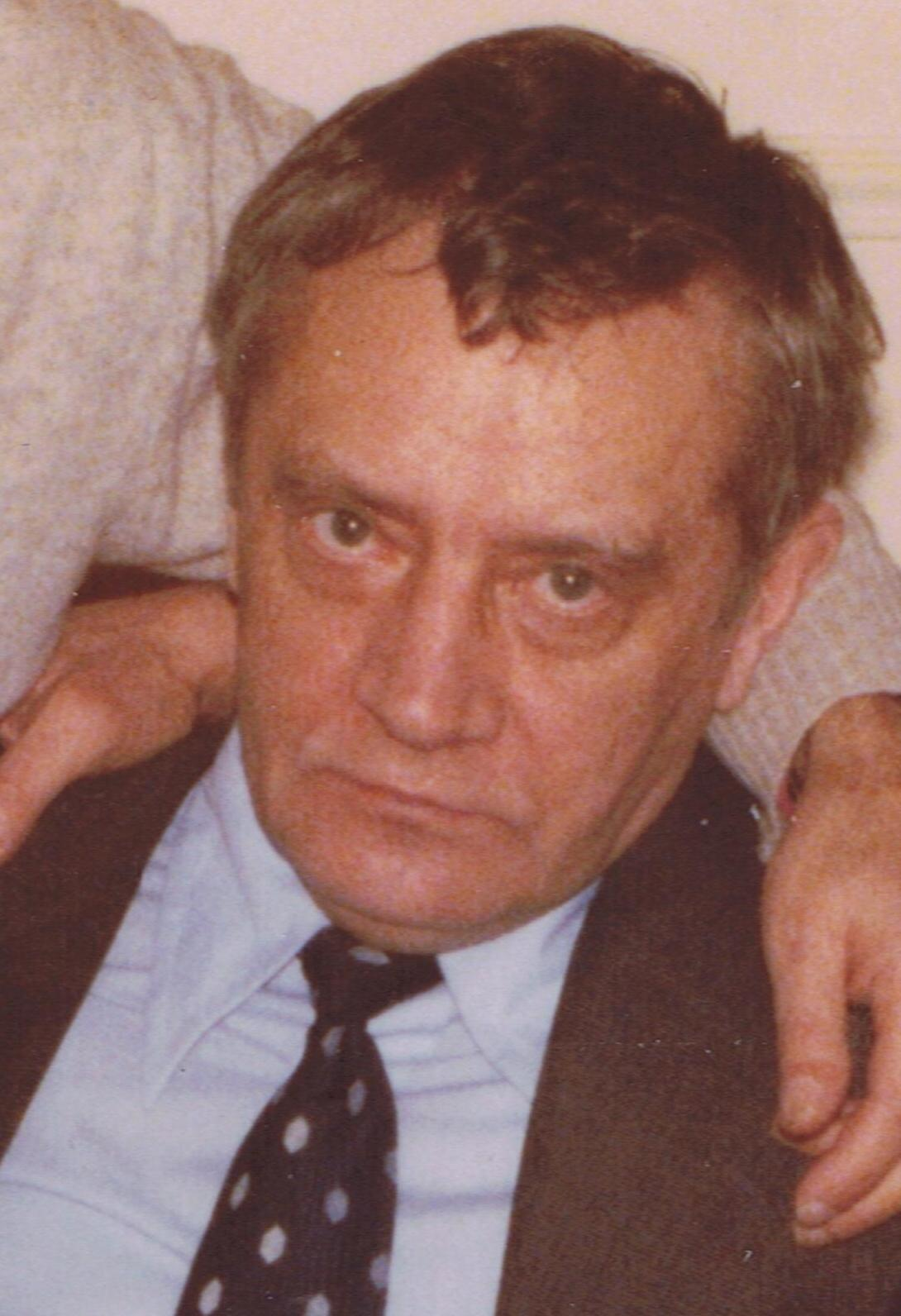
Vladimir Maksimov in 1978

Vladimir Jemeljanovitsj Maksimov (Russisch: Владимир Емельянович Максимов) (Moskou, 27 november 1930 – Parijs, 26 maart 1995) was een Russisch schrijver.

## Leven en werk
Maksimov werd in 1973 uit de Russische schrijversbond gezet en emigreerde in 1974 naar Frankrijk, waar hij hoofdredacteur werd van het tijdschrift ‘Kontinent’.
Maksimov publiceerde een aantal grote romans, die ook in het Nederlands vertaald werden.
“De zeven dagen der schepping” (1971) is een bijbels aandoende familieroman, die de Russische mens toont zoals die door én dankzij de Sovjetervaring ‘gegroeid’ is. Hoofdpersoon Laskov komt eerst tot de conclusie dat hij zijn leven heeft vergooid, maar eindigt met een soort van religieuze heropstanding.
In “Quarantaine” (1973) vertelt Maksimov van een bonte groep mensen die in een trein van Odessa naar Moskou vastgehouden worden: in Odessa is cholera uitgebroken en de trein wordt onder quarantaine geplaatst. Er breekt angst en onrust uit en er wordt stevig gedronken. De wodka maakt de tongen los en in deze apocalyptische situatie tonen reizigers hun ware gezicht en vertellen elkaar hun geschiedenissen en lijdenswegen. Belangrijk thema is de loutering, berouw en overwinnen van de eigen zondigheid.
In “Afscheid van het niets” (1974) maakt Maksimov een Odyssee door Rusland en zijn eigen leven tussen de jaren 30 en 50. In “De ark voor de niet geroepenen” (1979) schets hij tegen de achtergrond van de kolonisatie van de Koerillen na de Tweede Wereldoorlog het verhaal van een eenvoudige boerenjongen en iemand van de nomenklatura. Ook Jozef Stalin speelt een rol in het boek. Het verhaal kan gelezen worden als een Sovjetversie van het lijdensverhaal.